# Dept. Heaven
Dept. Heaven est une série de jeux vidéo développés par Sting Entertainment. La série compte quatre épisodes à ce jour ainsi que deux jeux dérivés supplémentaires. L'essentiel de la série se déroule dans un univers semblable, mais à une époque et dans des conditions différentes. Le gameplay varie aussi en fonction de l'opus.

## Jeux
- Riviera : La Terre Promise
- Yggdra Union: We'll Never Fight Alone
- Knights in the Nightmare
- Gungnir: Inferno of the Demon Lance and the War of Heroes